# Mulungushi
Mulungushi (anglicky Mulungushi River) je řeka v Centrální provincii v Zambii. Je to pravostranný přítok řeky Lunsemfwa, která ústí do řeky Luangwa.
Na hoře Mulungushi Rock of Authority, která je pojmenována podle této řeky, se konalo první shromáždění strany United National Independence Party (UNIP) mimo dohled tehdejší koloniální vlády. Tato událost měla významný vliv na vznik nezávislé Zambie.

## Průběh toku
Řeka Mulungushi vzniká u Kabwe v pohoří Muchinga v nadmořské výšce okolo 1200 m n. m. Na toku se nachází vodní nádrž Mulungushi z roku 1925 s hydroelektrárnou. V nadmořské výšce 472 m n. m. ústí zprava do řeky Lunsemfwa, která je největším přítokem řeky Luangwa. Řeka Mulungushi náleží do povodí Zambezi.